# Percina pantherina
Percina pantherina är en fiskart som först beskrevs av George A. Moore och Jones D. Reeves, 1955.  Percina pantherina ingår i släktet Percina och familjen abborrfiskar. IUCN kategoriserar arten globalt som sårbar. Inga underarter finns listade i Catalogue of Life.